# Macrocera ornata
Macrocera ornata är en tvåvingeart som beskrevs av Enrico Adelelmo Brunetti 1912. Macrocera ornata ingår i släktet Macrocera och familjen platthornsmyggor. Inga underarter finns listade i Catalogue of Life.